# Hintalovon Gyermekjogi Alapítvány
A Hintalovon Gyermekjogi Alapítvány budapesti székhelyű, 2016-ban bejegyzett civil szervezet. Tevékenységi köre: gyermekjog, gyermek- és ifjúságvédelem. Vállalt küldetése a Magyarországon élő gyermekek jogainak érvényesítése és támogatása. Az alapítványt 2015-ben hozta létre Gyurkó Szilvia gyermekjogi szakértő, az UNICEF Magyar Bizottsága korábbi gyermekjogi igazgatója, aki az alapítás óta a kuratórium elnöke.

## Célja
Az alapítvány munkatársai azért dolgoznak, hogy felhívják a figyelmet a gyerekek jogaira, és hogy a felnőtt társadalom minél szélesebb körben vállaljon felelősséget, és tegyen is a gyermekek kiegyensúlyozott fejlődéséért.
Céljuk, hogy Magyarország egyre jobb hely legyen a gyerekek számára, és hogy jó legyen itt gyereknek lenni.  Az alapítvány hitvallása, hogy a gyerekekről gondolkodni csak velük együtt érdemes, ezért az alapítvány programjaiban aktívan részt vesznek a gyerekek is.

## Munkájának kiemelt területei
- a gyerekek erőszaktól és bántalmazástól való védelme
- a gyerekek joga az oktatáshoz
- a gyerekek joga a részvételhez minden őket érintő, rájuk vonatkozó ügyben

Az alapítvány minden évben kiadja az éves gyermekjogi jelentést, amiben bemutatja a gyermekjogok magyarországi helyzetét.

## Programok
- Gyermekjogi Pro Bono Központ: ingyenes jogsegélyszolgálat[3]
- Követ Program: a középiskolások gyermekjogi ismereteit fejlesztő és hatékony részvételét támogató program[4]

### Yelon

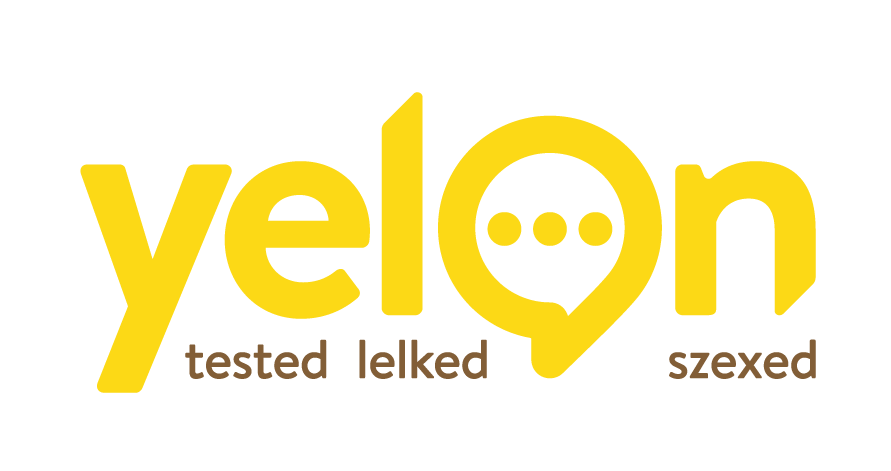
A Yelon mozaikszó, a „You arE not aLONe” („Nem vagy egyedül”) mondatra utal

A Yelon – online szexedukációval foglalkozó program a gyerekekkel szembeni szexuális erőszak megelőzéséért és az egészséges fejlődésért. Arra törekszik, hogy megbízható információt nyújtson a kamaszoknak szexualitás, szerelem, test és lélek témakörökben. Az oldalon egy ingyenes és anonim chatszolgáltatás is rendelkezésre áll, ahol a gyerekek hetente négy este felkészült önkéntesektől kérdezhetnek vagy megbeszélhetik velük problémáikat.
A segítők egy többlépcsős kiválasztási és képzési folyamatban vesznek részt, melynek során pszichológusok és szakemberek készítik fel őket. A chat-ügyelők nem adnak tanácsot, nem döntenek a gyerek helyett és nem ítélik meg őt. A gyerek számára az alapítvány biztosítja a teljes névtelenséget, és adatai a kilépése után törlődnek.

## Gyermekjogi követek
Az alapítvány küldetése szerint a gyerekekről gondolkodni csak velük együtt érdemes. A gyermekjogi követek az alapítvány középiskolás önkéntesei. A gyerekek részvételét biztosító program 2017-ben indult el, hogy az alapítvány bevonja a gyerekeket a működésébe és szemléletformáló, érdekvédő munkájába. A gyermekjogi követek tanácsadóként segítik az alapítvány céljait és projektjeit.
- Szakmai rendezvényeken és a médiában is kiállnak a gyerekek jogai és véleményük figyelembevétele mellett, illetve segítik a gyerekek szempontjainak megjelenését egy-egy szakmai egyeztetésen. A gyerekjogi követeknek saját projektjeik is vannak, részt vettek például két emberi jogi egyezmény végrehajtásáról szóló jelentésben.
- Kampányoltak azért, hogy az ENSZ Gyermekjogi Bizottsága a gyerekek véleményét is megismerje, amikor ötévente a Gyermekjogi Egyezmény végrehajtását vizsgálja. 2019-ben a „Te hogy látod?” nevű kampány[9] során több mint 5200 gyerek véleménye gyűlt össze.
- 2018-ban jelentést nyújtottak be az Európa Tanács Lanzarote Bizottságának arról, hogy mit gondolnak a szexting[10] és az iskola szerepéről. A Lanzarote Egyezmény végrehajtását ellenőrző Bizottság a gyerekek szexuális erőszak és kizsákmányolás elleni védelmét vizsgálja egy-egy témában.

Saját Instagram-oldalukon és az Alapítvány felületein osztják meg véleményüket azokban a témákban, amik a gyerekek mindennapjait érintik.

## További tevékenységek
Az alapítvány cégeknek, szervezetnek segítséget nyújt abban, hogyan emelhetik be működésükbe a gyermekjogi szempontokat. 
- Esettanulmányokat készít és témák szerint csoportosítva közreadja honlapján. A rövid tanulmányok –neveket nem említve – a kérdésekre adott gyakorlatias válaszokat és intézkedéseket is tartalmazzák.
- Az évente összeállított és közreadott Gyermekjogi jelentésében ismerteti az év gyermekjogi szempontból legfontosabb eseményeit, számba veszi a témakörrel foglalkozó érdekesebb médiatudósításokat.[12]
- Kutatásokat végez, előadásokat és konferenciákat szervez gyermekjog és gyermekvédelem témában.
  - 2018. március 22-én az Alapvető Jogok Biztosának Hivatalával közösen szervezett gyermekjogi rendezvényt, ahol az alapítvány is ismertette kutatását és további elképzeléseit.[13]
  - 2019. október 15-én a Pannonhalmi Főapátság és a Hintalovon Alapítvány közös szervezésében tartottak nagyszabású gyermekjogi konferenciát Pannonhalmán, ahol az alapítvány elnöke a szervezet gyerekvédelmi irányelveit mutatta be. A rendezvény fővédnöke Áder János köztársasági elnök volt.[14][15]

## Díjak
- Civil díj 2018: A legnagyobb hatású projekt – YELON[16]
- SozialMarie 2019: 2000 eurós díj nyertese a YELON[17]